# Joseph Autran
Pour les articles homonymes, voir Autran.

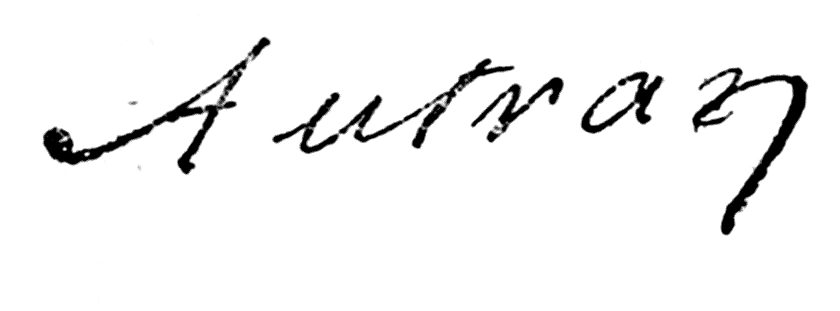
Signature Joseph Autran

Joseph Antoine Autran est un poète et auteur dramatique français, né le 20 juin 1813 à Marseille où il est mort le 6 mars 1877.

## Biographie
Fils d'un négociant, il suit des études chez les jésuites à Aix-en-Provence, puis devient professeur particulier dans une institution religieuse. 
En 1832, il devient connu par son ode à Alphonse de Lamartine et il continue à écrire des poèmes. Devenu d'une certaine renommée, il se voit offrir un poste de bibliothécaire à Marseille. Ses contacts avec Alexandre Dumas fils lui ouvrent la voie du théâtre. Le 20 avril 1837 il devient membre de l'Académie de Marseille.
Sa pièce la plus connue est La Fille d'Eschyle (1848), que couronna le prix Montyon attribué par l'Académie française. Ses candidatures successives à cette dernière institution furent le théâtre de l'affrontement des catholiques et des libéraux. Candidat des catholiques, il dut d'abord se retirer devant Octave Feuillet en 1862, puis perdit face à Camille Doucet en 1865. Finalement, une élection double fut l'occasion d'une entente entre les deux camps, et il fut mis au rang des Immortels en 1868, accompagné de Claude Bernard. Il sut réunir autour de lui plusieurs des grands écrivains de son époque, même si son talent personnel n'a pas été reconnu par la postérité.
Il meurt d'une embolie pulmonaire, alors qu'il dicte à son secrétaire un fragment de La Comédie de l'Histoire.
Il repose au cimetière de Grambois.

## Œuvres
- Le Départ pour l'Orient : ode à M. Alphonse de Lamartine (1832)
- La Mer : poésies (1835)
- Ludibria ventis : poésies nouvelles (1838)
- L'An 40 : ballades et poésies musicales, suivies de Marseille (1840)
- Milianah : poème (1841)[4].
- Italie et Semaine sainte à Rome (1841)
- La Fille d'Eschyle : étude antique en 5 actes, en vers, Paris, Théâtre de l'Odéon, 9 mars 1848
- Les Poèmes de la mer (1852)
- Le médecin du Luberon (1853), poème[5]
- Laboureurs et soldats (1854)
- La Vie rurale : tableaux et récits (1856)
- Etienne et Clémentine (1858)
- Épîtres rustiques (1861)
- Le Poème des beaux jours (1862)
- Le Cyclope, d'après Euripide (1863)
- Paroles de Salomon (1869)
- Sonnets capricieux (1873)
- La Légende des paladins (1875)
- Œuvres complètes (1875-82)